# 8e conseil des ministres du Canada

Le 8e conseil des ministres du Canada fut formé du cabinet durant le gouvernement de Wilfrid Laurier. Ce conseil fut en place du 11 juillet 1896 au 5 octobre 1911, soit durant les 8e, 9e, 10e et 11e législature. Ce gouvernement fut dirigé par le Parti libéral du Canada

## Conseils des ministres et membre du cabinet
- Premier ministre du Canada

1. 1896-1911 Wilfrid Laurier

- Surintendant général des Affaires indiennes

1. 1896-1896 Vacant
2. 1896-1896 Richard William Scott (Sénateur)
3. 1896-1905 Clifford Sifton
4. 1905-1905 Vacant
5. 1905-1905 Wilfrid Laurier (Intérim)
6. 1905-1911 Frank Oliver

- Ministre de l'Agriculture

1. 1896-1911 Sydney Arthur Fisher

- Ministre des Chemins de fer et Canaux

1. 1896-1896 Vacant
2. 1896-1903 Andrew George Blair
3. 1903-1904 William Stevens Fielding (Intérim)
4. 1904-1907 Henry Robert Emmerson
5. 1907-1907 Vacant
6. 1907-1907 William Stevens Fielding (Intérim)
7. 1907-1911 George Perry Graham

- Ministre du Commerce

1. 1896-1911 Richard John Cartwright (Sénateur)

- Président du Conseil privé

1. 1896-1911 Wilfrid Laurier

- Ministre des Douanes

1. 1897-1911 William Paterson

- Ministre des Finances et Receveur général

1. 1896-1896 Vacant
2. 1896-1911 William Stevens Fielding

- Ministre de l'Intérieur

1. 1896-1896 Vacant
2. 1896-1896 Richard William Scott (Sénateur)
3. 1896-1905 Clifford Sifton
4. 1905-1905 Vacant
5. 1905-1905 Wilfrid Laurier (Intérim)
6. 1905-19011 Frank Oliver

- Ministre de la Justice et procureur général du Canada

1. 1896-1897 Oliver Mowat (Sénateur)
2. 1897-1902 David Mills (Sénateur)
3. 1902-1902 Vacant
4. 1902-1906 Charles Fitzpatrick
5. 1906-1911 Allen Bristol Aylesworth

- Ministre de la Marine et des Pêcheries

1. 1896-1901 Louis Henry Davies
2. 1901-1902 Vacant
3. 1902-1902 James Sutherland
4. 1902-1905 Raymond Préfontaine
5. 1905-1906 Vacant
6. 1906-1906 Wilfrid Laurier (Intérim)
7. 1906-1911 Louis-Philippe Brodeur
8. 1911-1911 Rodolphe Lemieux

- Ministre de la Milice et de la Défense

1. 1896-1911 Frederick William Borden

- Ministre des Mines

1. 1907-1907 Vacant
2. 1907-1911 William Templeman

- Ministre des Postes

1. 1896-1905 William Mulock
2. 1905-1906 Allen Bristol Aylesworth
3. 1906-1911 Rodolphe Lemieux
4. 1911-1911 Vacant
5. 1911-1911 Henri Sévérin Béland

- Ministre sans portefeuille

1. 1896-1902 Richard Reid Dobell
2. 1896-1899 Christophe Alphonse Geoffrion
3. 1899-1902 James Sutherland
4. 1902-1906 William Templeman (Sénateur)
5. 1904-1905 Charles Smith Hyman

- Ministre du Revenu intérieur

1. 1897-1900 Henri-Gustave Joly de Lotbinière
2. 1900-1904 Michel Esdras Bernier
3. 1904-1906 Louis-Philippe Brodeur
4. 1906-1911 William Templeman

- Secrétaire d'État du Canada

1. 1896-1908 Richard William Scott (Sénateur)
2. 1908-1911 Charles Murphy

- Ministre du service de la Marine

1. 1910-1911 Louis-Philippe Brodeur
2. 1911-1911 Rodolphe Lemieux

- Ministre du Travail

1. 1909-1909 Vacant
2. 1909-1911 William Lyon Mackenzie King

- Ministre des Travaux publics

1. 1896-1902 Joseph Israël Tarte
2. 1902-1902 Vacant
3. 1902-1905 James Sutherland
4. 1905-1905 Vacant
5. 1905-1907 Charles Smith Hyman
6. 1907-1911 William Pugsley

## Non-membres du Cabinet
- Commissaire des Douanes

1. 1896-1897 William Paterson

- Commissaire du Revenu intérieur

1. 1896-1897 Henri-Gustave Joly de Lotbinière

- Solliciteur général du Canada

1. 1896-1902 Charles Fitzpatrick
2. 1902-1904 Henry George Carroll
3. 1904-1906 Rodolphe Lemieux
4. 1906-1907 Vacant
5. 1907-1911 Jacques Bureau